# Mennybemenetel fatemplom (Mikanesd)
A mikanesdi Mennybemenetel fatemplom műemlékké nyilvánított épület Romániában, Hunyad megyében. A romániai műemlékek jegyzékében a HD-II-m-A-03364 sorszámon szerepel.